# Pointe de Berno
La pointe de Berno est située en France sur l'île d'Arz dans le Morbihan.

## Description
La pointe de Berno est située à l'ouest de l'île d'Arz (Morbihan). Elle fait face à Mouchiouse qui se trouve à 300 mètres dans l'ouest.